# Tommy (film, 1931)
Pour les articles homonymes, voir Tommy.
Pour plus de détails, voir Fiche technique et Distribution.
Tommy (titre original russe : Томми) est un film soviétique réalisé par Yakov Protazanov en 1931. Le sujet est inspiré par la nouvelle Train blindé 14-69 de Vsevolod Ivanov qui signe également le scénario.

## Synopsis
En pleine guerre civile en Sibérie, un détachement de partisans bolcheviques reçoit l'ordre de livrer les munitions à l'Armée rouge. Lors de cette mission, ils capturent un soldat anglais Tommy. En captivité, le héros du film adopte les valeurs bolcheviques et passe à l'ennemi.

## Fiche technique
- Titre : Tommy
- Titre original : Томми
- Réalisateur : Yakov Protazanov
- Scénario : Yakov Protazanov, Vsevolod Ivanov
- Photographie : Konstantin Kouznetsov
- Direction artistique : Vladimir Yegorov
- Musique : Aleksandr Chechine
- Producteur : Mezhrabpomfilm
- Format : noir et blanc - Mono - 1.20 : 1 - 35 mm
- Genre : film de guerre, film de propagande
- Durée : 63 minutes
- Date de sortie : 1er novembre 1931

## Distribution
- Aleksandr Joutaev : Tommy
- Mikhaïl Kedrov : partisan chinois
- Ivan Tchouvelev : Ozornoy, partisan
- Vassili Kovriguine : Verchinine, partisan
- Vassili Vanine : Souetlivy
- Alekseï Temerine : victime
- Viktor Koulakov : partisan
- Vladimir Ouralski : partisan
- Nikolaï Bogolioubov : partisan
- Leonid Yourenev : colonel
- Vladimir Tsoppi : colonel anglais